# Karl-Heinz Wienhold
Karl-Heinz „Kalle“ Wienhold (* 30. September 1953 in Neubrandenburg) war Fußballtorwart in der DDR-Oberliga, wo er für den FC Vorwärts Frankfurt/O. im Tor stand.

## Laufbahn
Karl-Heinz Wienhold begann 1964 als Elfjähriger seine Fußballkarriere beim SC Neubrandenburg, woraus im April 1966 die Betriebssportgemeinschaft (BSG) Post Neubrandenburg entstand. Sein erster Trainer war der damalige Oberligaspieler Jürgen Schröder, der ihn schon nach kurzer Zeit ins Tor stellte.
In der Saison 1972/73 wurde Wienhold in die erste Männermannschaft von Post aufgenommen, die in der zweitklassigen DDR-Liga spielte. Am 5. Spieltag kam er  bei der Partie FC Hansa II – Post Neubrandenburg (0:2) zu seinem ersten Liga-Einsatz. Zur Saison 1974/75 wurde er Stammtorwart von Post, welcher der gelernte Elektromonteur bis zu seinem Weggang 1976 nach Plauen blieb.
Im November 1976 wurde der Torhüter während seines Militärdienstes bei den Grenztruppen der DDR zur sächsischen ASG Vorwärts Plauen delegiert, welche ein Auffangbecken für talentierte Spieler im Armeebereich darstellte. In Plauen kam er zu keinem Einsatz in der ersten Mannschaft und wurde bereits zum 1. Januar 1977 zum Oberligisten FC Vorwärts Frankfurt/O. weiter delegiert.
Bei Vorwärts kam er in der Rückrunde der Saison 1976/77 jedoch nur zu einem Einsatz in der Nachwuchsoberliga. Am 5. Spieltag der Saison 1977/78 gab er bei der Partie 1. FC Magdeburg – FCV (1:0) sein Debüt in der DDR-Oberliga und übernahm gleich die Position des Stammtorwarts von Eckhard Kreutzer. In seiner ersten Oberligaspielzeit kam er auf 21 Punktspieleinsätze. Am Saisonende stieg Frankfurt in die DDR-Liga ab, doch mit Torhüter Wienhold, der 22 der 30 ausgetragenen Liga- und Aufstiegsspiele absolvierte, kehrte die Mannschaft nach einem Jahr in die Erstklassigkeit zurück. Durch einen beim VfB Stuttgart im UEFA-Cup Spiel erlittenen Rippenbruch verlor er seinen Stammplatz nach dem 8. Spieltag der Saison 1980/81 wieder an Kreutzer. Dadurch kam er auch bei der letzten Finalteilnahme Frankfurts im FDGB-Pokal nicht zum Einsatz. In der folgenden Saison war Wienhold wieder die Nummer eins im Tor des Armeeclubs, mit dem er neben Lothar Hause, Frieder Andrich und Lutz Otto in der Spielzeit 1982/83 die DDR-Vizemeisterschaft einfuhr. Als Ausdruck seiner beständig guten Leistungen steht eine Serie von 96 Punktspielen in Folge vom 25. September 1982 bis zum 10. Mai 1986. Nach der Spielzeit 1987/88, in der Vorwärts Frankfurt nach drastischen Sparmaßnahmen der übergeordneten Armeesportvereinigung Vorwärts erneut aus der DDR-Oberliga abstieg, beendete Karl-Heinz Wienhold – damals im Range eines Oberleutnants – nach 222 Oberligapunktspielen seine Laufbahn.
Auf internationaler Ebene kam Wienhold im UEFA-Cup auf acht Einsätze für den FC Vorwärts, wo er gegen so namhafte Mannschaften wie den VfB Stuttgart, Werder Bremen, Nottingham Forest und PSV Eindhoven spielte. Auf Einsätze in einer Auswahlmannschaft der DDR kann er nicht verweisen, er erhielt lediglich Einladungen sich auf Abruf bereitzuhalten. Im April 1983 kam es zu einer Kuriosität, er erhielt gleich drei Einladungen (Nationalmannschaft, Olympiaauswahl und Nachwuchsauswahl) zum gleichen Termin.
Anfang der neunziger Jahre (1992/93) war er für den mittlerweile in Frankfurter FC Viktoria 91 umbenannten Club noch einmal für sechs Spiele in der Fußball-Oberliga Nordost aktiv.

## Statistik
- DDR-Oberliga: 222 Spiele / 0 Tore
- DDR-Liga: 81 Spiele / 0 Tore  (Post 67/0), (FCV 14/0)
- Oberliga Nordost: 6 Spiele / 0 Tore
- UEFA-Cup: 8 Spiele / 0 Tore